# Đồng(II) fluoride
Đồng(II) fluoride là một hợp chất vô cơ với công thức hóa học CuF2. Nó là một chất rắn hút ẩm có màu trắng hoặc xanh lam nhạt. Nó có một cấu trúc tinh thể kiểu rutil tương tự như các muối fluoride khác có công thức hóa học MF2.

## Ứng dụng
Các hydrocarbon thơm phản ứng với đồng(II) fluoride trong một môi trường chứa oxy ở nhiệt độ 450 °C, tạo thành các hydrocarbon thơm có khả năng flo hóa. Phản ứng này đơn giản hơn phản ứng Sandmeyer, nhưng chỉ áp dụng cho các hợp chất đủ bền để tồn tại ở nhiệt độ cao.
Nửa mol của oxy được sử dụng với 2HF và Cu để tái sản xuất một mol nước và đồng(II) fluoride.
Đồng(II) fluoride cũng có thể được sử dụng để tạo thành florobenzen từ benzen, HCl và oxy. Sử dụng một muối fluoride kim loại có thể oxy hóa một liên kết metyl. Phản ứng này được bắt đầu bằng việc sản xuất đồng(II) fluoride với một lò phản ứng kim loại có chứa CuO và sau đó thêm HF ở nhiệt độ cao; từ đó, nó tiếp xúc với benzen và phản ứng gắn flo vào vòng benzen gây ra sự hình thành florotoluen, florobenzen hoặc một số dẫn xuất có flo khác của benzen. Điều này cho phép các phản ứng floroaromatic được thực hiện với số lượng lớn mà không cần xử lý chất thải của quá trình flo hóa hiện tại.

## Hợp chất khác
CuF2 còn tạo ra một số hợp chất với NH3, như:
- CuF2·2NH3 – chất rắn màu dương;[4]
- CuF2·3NH3 – chất rắn màu dương nhạt;[5]
- CuF2·4NH3·5H2O – tinh thể màu dương đen;[6]
- CuF2·5NH3 – chất rắn màu dương đen;[7]
- CuF2·6NH3 – chất rắn màu xanh lam đậm.[8]

Giống như các muối chứa amonia khác, chúng đều tan ít trong nước.

## Sách tham khảo
- C. Billy; H. M. Haendler (1957). "The Crystal Structure of Copper(II) Fluoride". Journal of the American Chemical Society. Quyển 79 số 5. tr. 1049–51. doi:10.1021/ja01562a011.
- P. C. de Mello; M. Hehenberg; S. Larson; M. Zerner (1980). "Studies of the electronic structure of copper fluorides and copper chlorides". Journal of the American Chemical Society. Quyển 102 số 4. tr. 1278–1288. doi:10.1021/ja00524a010.
- H. M. Haendler; L. H. Towle; E. F. Bennett; W. L. Patterson (1954). "The Reaction of Fluorine with Copper and Some of its Compounds. Some Properties of Copper(II) Fluoride". Journal of the American Chemical Society. Quyển 76 số 8. tr. 2178–2179. doi:10.1021/ja01637a039.
- T. C. Ehlert; J. S. Wang (1977). "Thermochemistry of the copper fluorides". Journal of Physical Chemistry. Quyển 81 số 22. tr. 2069–2073. doi:10.1021/j100537a005.
- Dierks, S. "Copper Fluoride". http://www.espimetals.com/index.php/msds/537-copper-fluoride (accessed October 9).
- Subramanian, M. A.; Manzer, L. E. (2002). "A 'Greener' Synthetic Route for Fluoroaromantics via Copper (II) Fluoride". Science. Quyển 297 số 5587. tr. 1665. doi:10.1126/science.1076397. PMID 12215637.
- Olejniczak, I.; Wolak, J.; Barszcz, B.; Schlueter, J.; Manson, J. (2010). "CuF2 Structural Changes in Two-Dimensional Quantum Magnet (H2O)2(pyz) Under Pressure: Raman Study". AIP Conference Proceedings. Quyển 1267 số 1. tr. 597–598.
- Kent, R. A.; Mcdonald, J. D.; Margrave, J. L. (1966). "Mass Spectrometric Studies at High Temperatures. IX. The Sublimation Pressure of Copper(II) Fluoride". Journal of Physical Chemistry. Quyển 70 số 3. tr. 874–877. doi:10.1021/j100875a042.
- Shashkin, S. Y.; Goddard III, W. A. (1986). "Electron Correlation effects in ligand field parameters and other properties of copper II fluoride". Journal of Physical Chemistry. Quyển 90 số 2. tr. 250–255.